# هاثرن
هاثرن (بالإنجليزية: Hathern)‏ هي قرية صغيرة وأبرشية مدنية في منطقة جارنوود في ليسترشير، إنجلترا. تقع القرية في شمال المنطقة جارنووود، وتقع شمال مدينة لوفبرا. يتم الوصول اليها من خلال الطريق أ6. يبلغ عدد سكان القرية حوالي 1800. الأماكن القريبة هي قرى ديشلي و لونغ واتن و زوش.في السنوات الأخيرة، قام سكان القرية بحملات لمنع البناء على الحزام الاخضر الفاصل بين مدينة لوفبرا، ومدينة شيبشيد وهاثرن. القرية هي موطن مصنع سويت سوك فاكتوري، وهو واحد من عدد قليل فقط من الشركات المصنعة للجوارب المستقلة المتبقية في المملكة المتحدة.

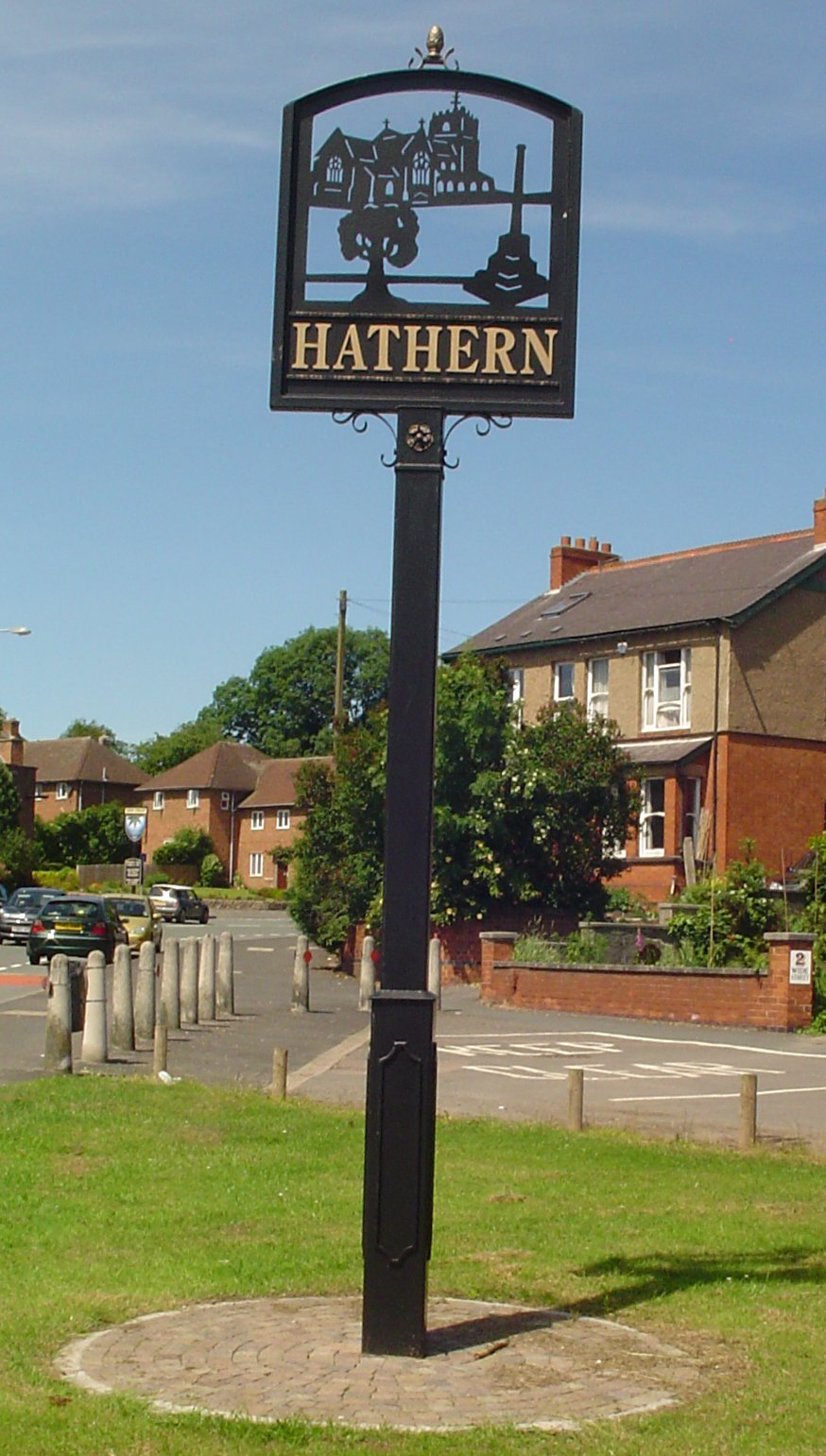
لافتة هاثرن

## سكان بارزون
جون هيثكوات (1783–1861) ، المخترع والصناعي ،قام بتشغيل مصنع للنسيج في هاثرن (حيث اخترع في سنة 1808 آلة شبك النسيج، لنسج شبكة سداسية شبيهة بالدانتيل) ، قبل نقل شركته أولاً إلى لوفبرا ، وبعد ذلك إلى تيفرتون ، ديفون .

## التاريخ
على الاغلب كانت هنالك مستوطنه في هذا المكان في الفترة السكسونية. ولكن أول سجل مكتوب يذكر قرية هاثرن كان في كتاب ونشيستر حيث كان يطلق علي القرية اسم «افردين» Avederne ، في اللغة الإنجليزية القديمة. ويبرز في وسط القرية قوس هيثرن، الذي يعود تاريخه إلى القرن الرابع عشر. مثل معظم القرى في هذا الجزء من البلاد ، كانت الزراعة والحياكة باستعمال الإطر الحياكية مصادر رئيسية للتوظيف. تعود كنيسة القرية بشكل رئيسي إلى القرن الرابع عشر. وعلى الاغلب كان يوجد مكان للعبادة في نفس موقع الكنيسة في أوقات سابقة. يستخدم الخط القديم، وهو واحد من أقدم الخطوط في المقاطعة، بانتظام للمعمودية.